# Władimir Gusinski
Władimir Aleksandrowicz Gusinski (ros. Влади́мир Алекса́ндрович Гуси́нский, ur. 6 października 1952 w Moskwie) – rosyjski bankier i biznesmen, właściciel holdingu medialnego Media-Most.

## Życiorys
Urodził się w rodzinie żydowskiej. W 1979 roku rozpoczął pracę jako aktor i reżyser w Tule. Pod koniec lat 80. rozpoczął działalność biznesową. W 1989 roku założył Most Bank, w 1992 roku gazetę Siegodnia. W następnych latach był również właścicielem stacji Echo Moskwy. W 1996 roku wraz z Newsweekiem założył tygodnik polityczny Itogi.
Zachęcony przez dziennikarzy Jewgienija Kisielowa i Igora Małaszenkę w 1993 roku założył stację telewizyjną NTV. Stacja Gusinskiego zasłynęła z emisji nieocenzurowanych relacji z I wojny czeczeńskiej oraz ujawniania afer i skandali korupcyjnych za prezydentury Borisa Jelcyna. Podczas wyborów prezydenckich w 1996 roku Gusinski wraz z Borisem Bieriezowskim poparł kandydaturę Jelcyna. NTV emitowała materiały atakujące konkurentów Jelcyna. W zamian NTV przyznano kredyty od państwowego Gazpromu.
W 1999 roku NTV krytykowało politykę premiera Władimira Putina. Jako jedyna stacja telewizyjna w Rosji próbowała ustalić przebieg i sprawców zamachów na budynki mieszkalne. Aleksandr Litwinienko i Jurij Fielsztinski w książce Wysadzić Rosję podają, że Gusinski, Małaszenko i Kisieliow mieli być zmuszeni przez Federalną Służbę Bezpieczeństwa do opuszczenia Rosji.
W czerwcu 2000 roku Gusinski został aresztowany pod zarzutem defraudacji pieniędzy. Za sprawą wstawiennictwa Michaiła Gorbaczowa wyszedł z aresztu po trzech dniach. Wkrótce w zamian za wycofanie zarzutów i uniknięcie więzienia oddał Media-Most w poczet długów. Po przekazaniu holdingu wyemigrował do Hiszpanii. W grudniu 2000 roku rząd Rosji oskarżył Gusinskiego o oszustwa finansowe i pranie pieniędzy oraz zażądały jego ekstradycji. W kwietniu 2001 roku hiszpański sąd odrzucił wniosek o ekstradycję. W tym samym miesiącu Gusinski przeprowadził się do Izraela. W 2005 Mieczysław Rakowski określił, że „nikt, kto zdrów na umyśle, nie będzie dowodził”, że osiągnął on „zawrotny majątek uczciwą pracą”, a raczej, że jego bogactwo pochodzi „z grabieży bogactwa narodowego”.
NTV zostało podporządkowane władzom Rosji. Ostatni numer Siegodni ukazał się 14 kwietnia 2001 roku, zaś Itogi w lutym 2014 roku. 